# Lindmania candelabriforma
Lindmania candelabriforma är en gräsväxtart som beskrevs av Bruce K. Holst. Lindmania candelabriforma ingår i släktet Lindmania och familjen Bromeliaceae. Inga underarter finns listade i Catalogue of Life.